# Diamesa japonica
Diamesa japonica är en tvåvingeart som beskrevs av Tokunaga 1936. Diamesa japonica ingår i släktet Diamesa och familjen fjädermyggor. Inga underarter finns listade i Catalogue of Life.